# Fontaine-le-Dun

Fontaine-le-Dun este o comună în departamentul Seine-Maritime, Franța. În 1 ianuarie 2022 avea o populație de 876 de locuitori.